# Ристо Джунов
Ристо Джунов (на македонска литературна норма: Ристо Џунов) е югославски партизанин и политик от Социалистическа Република Македония.

## Биография
Роден е на 1 април 1919 година в тиквешкото село Ваташа. Учи в гимназиите в Горни Милановац и Крагуевац, а по-късно учи в Белградския университет. Там влиза в Културно-просветното дружество „Вардар и МАНАПО. Влиза в ЮКП през 1940 година. По време на войната е един от организаторите на комунистическата съпротива в Тиквешията. Заедно с баща си Методия и братята си Пане и Блажо участва в нея. От май 1943 е партизанин в Тиквешкия народоосвободителен партизански отряд „Добри Даскалов“. Отделно ръководи партийната техника към трета оперативна зона на НОВ и ПОМ. От 1944 е секретар на Околийския народен комитет в Кавадарци. Бил е министър на труда в съюзното правителство на Югославия между 18 април 1963 и 18 май 1967 и заместник-председател на правителството на Социалистическа република Македония. Отделно е бил посланик на Югославия в Швеция (1971 – 1978). Бил е секретар на Президиума на Народното събрание на СРМ между 1949 и 1951 и пратеник в събранията на СРМ и СФРЮ. В периода 1958 – 1962 е член на ЦК на ЮКП, секретар на труда и социалната политика в Съюзния изпълнителен съвет. Носител е на Партизански възпоменателен медал 1941 година.